# Díszes sisakosmadár
A díszes sisakosmadár (Cephalopterus ornatus) a madarak (Aves) osztályának a verébalakúak (Passeriformes) rendjéhez, ezen belül a kotingafélék (Cotingidae) családjához tartozó faj.

## Rendszerezése
A fajt Étienne Geoffroy Saint-Hilaire francia természettudós írta le 1809-ben.

## Előfordulása
Dél-Amerika északi részén, Bolívia, Brazília, Kolumbia, Ecuador, Francia Guyana, Guyana, Peru, Suriname és Venezuela területén honos. 
Természetes élőhelyei a szubtrópusi vagy trópusi síkvidéki és hegyi esőerdők, valamint mocsári erdők.

## Megjelenése
A hím testhossza 48-51 centiméter, testtömege 500 gramm, a tojóé 41-43 centiméter és 380 gramm.

## Életmódja
Gyümölcsökkel és nagyobb rovarokkal táplálkozik, néha gyíkokat is fogyaszt.

## Természetvédelmi helyzete
Az elterjedési területe rendkívül nagy, egyedszáma viszont csökkenő, de még nem éri el a kritikus szintet. A Természetvédelmi Világszövetség Vörös listáján nem fenyegetett fajként szerepel.